# Paul & Paula
Paul & Paula — американський музичний поп-гурт із Техасу. Найбільшу відомість здобув 1963 року із піснею «Hey Paula», яка займала № 1 у Billboard Hot 100.

## Історія
Дует складався з Рея Гільдебранда (нар. 21 грудня 1940 року в Джошуа, штат Техас) та Джилл Джексон (нар. 20 травня 1942 року в Маккамі, штат Техас), які разом навчалися в коледжі Говарда Пейна в Браунвуді, штат Техас. Восени 1962 року, коли місцевий диск-жокей Ріней Джордан попросив слухачів прийти до студії та заспівати свої пісні, щоб допомогти Американському товариству проти раку, дует заспівав пісню під назвою «Hey Paula», яку написав Гільдебранд.
Незабаром після цього LeCam Records випустив цей сингл, дует називав себе в той час Ray and Jill. Mercury Records дізнався про дует і випустив сингл у своїй дочірній компанії Philips Records. Дует змушений був змінити назву на Paul & Paula, оскільки Шелбі Сінглтон з Philips Records вирішив, що абсурдним є те, що пара на ім'я Рей та Джилл, яка співає «Гей, Пола» та «Гей, Пол».
Сингл Hey Paula став найбільшим успіхом дуету: у лютому 1963 року протягом трьох тижнів він був під номером 1 на чартах Billboard (поп-сингли), а також потрапив до чартів R&B. Наступна пісня дуету «Young Lovers» досягла № 6 в чартах, тоді як третій сингл First Quarrel потрапив лише на 27 місце. У 1965 році дует розпався.
Гільдебранд та Джексон перейшли до сольних проектів. Гільдебранд працював як автор пісень і продюсер, сформувавши разом із співаком Полом Лендом у 1980-х роках дует Land & Hildebrand, який виступав переважно з госпел-музикою та записаними альбомами. Джексон розпочала сольну кар'єру, але не мала великого успіху. В подальшому дует інколи збирався час від часу, щоб співати на спеціальних заходах.

## Дискографія

### Альбоми
- Paul & Paula Sing for Young Lovers (1963)
- We Go Together (1963)
- Holiday for Teens (1963)
- Welcome Warrior (1976)
- National Lampoon's Animal House (1978)
- The Best of Paul & Paula (1995)
- Greatest Hits (2000)

### Сингли
- «Hey Paula» b/w «Bobby Is the One» (1962)
- «Young Lovers» b/w «Ba-Hey-Be» (1963)
- «First Quarrel» b/w «School Is Thru» (1963)
- «Something Old, Something New» b/w «Flipped Over You» (1963)
- «First Day Back at School» b/w «A Perfect Pair» (1963)
- «Holiday Hootenanny» b/w «Holiday for Teens» (1963)
- «We'll Never Break Up for Good» b/w «Crazy Little Things» (1964)
- «Darlin'» b/w «The Young Years» (1964)
- «No Other Baby» b/w «Too Dark to See» (1964)
- «True Love» b/w «Any Way You Want Me» (1965)
- «Dear Paula» b/w «All the Love» (1965)